# 建部政世
建部 政世（たけべ まさよ）は、江戸時代後期の大名。播磨国林田藩の第10代（最後）の藩主。官位は従五位下・内匠頭。

## 略歴
第9代藩主・建部政和の長男として誕生したが、祖父の8代藩主・建部政醇の三男とされた。幼名は三二郎。
文久3年（1863年）4月18日、政和の死去により家督を継いだ。慶応3年（1867年）12月20日、上洛する。慶応4年（1868年）1月15日、新政府から華頂宮博経親王などの警備を命じられる。また、戊辰戦争では新政府側に与して、姫路藩征伐に参加した。明治2年（1869年）6月24日、版籍奉還で知藩事に就任した。明治4年（1871年）8月18日、廃藩置県により免官となる。明治5年（1872年）7月3日、叔父の揆に家督を譲った。なお、建部家への子爵叙爵は明治17年（1884年）、叔母婿の建部秀隆の代になされた。
明治10年（1877年）6月16日、24歳で死去した。墓所は京都市北区紫野の大徳寺芳春院。
| 当主          | 当主                         | 当主        |
| ------------- | ---------------------------- | ----------- |
| 先代 建部政和 | 林田藩建部家 1863年 - 1872年 | 次代 建部揆 |